# ديب داون
ديب داون (بالإنجليزية: Deep Down)‏ ، هي لعبة فيديو من نوع تقمص أدوار ، أنتجها شركة كابكوم مع شركة سوني كمبيوتر إنترتنمنت ، وسيصدر اللعبة في وقت لاحق وتعمل لنظام بلاي ستيشن 4 الحصرية.

## أحداث القصة
يعود الحدث عام 2090م في مدينة نيويورك ، حيث حل الدمار وانتشر الوحوش.

## وصلات خارجية
- ديب داون على موقع IMDb (الإنجليزية)

- Deep Down at the قاعدة بيانات الأفلام على الإنترنت
- Deep Down trailer #1